# Music of the Heart
Music of the Heart (bra: Música do Coração; prt: Melodia do Coração) é um filme norte-americano de drama musical biográfico de 1999, dirigido por Wes Craven e escrito por Pamela Gray, baseado no documentário Small Wonders (1995). O filme é uma dramatização da história real de Roberta Guaspari, interpretada por Meryl Streep, que co-fundou a Opus 118 Harlem School of Music e lutou pelo financiamento da educação musical nas escolas públicas de Nova York. O filme também é estrelado por Aidan Quinn, Gloria Estefan (sua estreia nos cinemas) e Angela Bassett. Foi o primeiro e único filme de Craven a receber indicações ao Oscars. 

## Sinopse
Em 1981, na cidade de Nova York, Roberta Guaspari, uma violinista recentemente divorciada, mora com seus dois filhos, Alexi e Nicholas Tzavaras, e sua mãe, Assunta Guaspari. Com o incentivo de Assunta, Guaspari tenta reconstruir sua vida e é recomendada ao diretor da Central Park East School do East Harlem. Apesar de ter pouca experiência no ensino de música, ela aceita um cargo substituto de professora de violino no Central Park East. Com uma combinação de sua resistência e determinação, ela inspira um grupo de crianças e seus pais inicialmente céticos. O programa se desenvolve lentamente e atrai publicidade, eventualmente se expandindo para as escolas Central Park East II e River East.
Dez anos depois, os programas de Central Park East, Central Park East II e River East School trabalham com o Conselho de Educação da Cidade de Nova York para ajudar a eliminar o financiamento para os programas, o que leva à demissão antecipada de Guaspari. Determinada a combater os cortes orçamentais, ela conta com o apoio de ex-alunos, pais e professores e planeia um concerto beneficente, o Fiddlefest, para angariar dinheiro para que o programa possa continuar. Mas faltando algumas semanas e todos os participantes ensaiando furiosamente, eles perdem o local. No entanto, Arnold Steinhardt, marido de uma amiga publicitária, é violinista do Quarteto Guarneri e conta com o apoio de outros músicos conhecidos, incluindo Isaac Stern e Itzhak Perlman. Eles providenciam para que o concerto seja montado no Carnegie Hall.
No dia do Fiddlefest, Guaspari e seus alunos se apresentam com Perlman, Steinhardt, Stern, Mark O'Connor, Michael Tree, Charles Veal Jr., Karen Briggs, Sandra Park, Diane Monroe e Joshua Bell, aumentando as doações e tornando o evento um enorme sucesso.
No epílogo, as descrições mostram as atividades de Guaspari e da Opus 118 após os acontecimentos de 1991.

## Elenco
- Meryl Streep como Roberta Guaspari
- Aidan Quinn como Brian Turner, interesse amoroso de Roberta
- Angela Bassett como Janet Williams, diretora da escola
- Gloria Estefan como Isabel Vasquez, professora
- Cloris Leachman como Assunta Vitali Guaspari, mãe de Roberta
- Josh Pais como Dennis Rausch
- Jane Leeves como Dorothea von Haeften, uma socialite rica
- Kieran Culkin como Alexi Tzavaras, filho de Roberta
- Michael Angarano como Nick Tzavaras, filho de Roberta
- Jay O. Sanders como Dan Paxton
- Jean-Luke Figueroa como Ramone Olivas, estudante
- Olga Merediz como Sra. Olivas, mãe de Ramone
- Adam LeFevre como Sr. Klein
- Charlie Hofheimer como Nicholas Tzavaras, filho de Roberta
- Betsy Aidem como Sra. Lamb

Itzhak Perlman, Arnold Steinhardt, Isaac Stern, Mark O'Connor, Michael Tree, Charles Veal Jr., Karen Briggs, Sandra Park, Diane Monroe e Joshua Bell, todos participaram como eles mesmos na recriação do filme do concerto beneficente do Carnegie Hall (em onde todos estavam realmente presentes).

## Produção
Roberta Guaspari e a Opus 118 Harlem School of Music foram apresentadas no documentário Small Wonders de 1995, que mais tarde foi indicado ao Oscar de Melhor Documentário. Depois de ver Small Wonders, Wes Craven, conhecido por seu trabalho em filmes de terror, se inspirou para fazer um longa-metragem sobre Guaspari. Madonna foi originalmente contratada para interpretar o papel de Guaspari, mas deixou o projeto antes do início das filmagens, citando "diferenças criativas" com Craven. Quando ela saiu, Madonna já havia estudado violino por muitos meses. Streep aprendeu a tocar o Concerto para 2 Violinos de Bach para o filme.
O filme marcou a estreia da cantora Gloria Estefan nas telas.

## Recepção da crítica
O filme teve recepção mista, embora muitas críticas tendessem a ser ligeiramente positivas. A maioria dos críticos aplaudiu a interpretação de Roberta Guaspari por Meryl Streep. O filme teve 64% de aprovação no Rotten Tomatoes. CinemaScore relatou que o público deu ao filme uma rara nota "A+". A crítica Eleanor Ringel Gillespie do Atlanta Journal-Constitution concluiu que "Existem filmes mais desafiadores por aí. Mais originais também. Mas Music of the Heart dá conta do recado de maneira eficiente e divertida". Roger Ebert deu ao filme três estrelas de quatro e escreveu que "Meryl Streep é conhecida por seu domínio de sotaques; ela pode ser a oradora mais versátil do cinema. Aqui você pode pensar que ela não tem sotaque, a menos que a tenha ouvido voz real; então você percebe que o estilo de falar de Guaspari não é menos uma conquista particular do que os outros sotaques de Streep. Esta não é a voz de Streep, mas de outra pessoa - com uma certa qualidade monótona, como se a educação e o refinamento posteriores viessem depois de uma infância um tanto pouco sofisticada". Steve Rosen disse que "A chave para o excelente desempenho de Meryl Streep é que ela torna Guaspari nada heroicamente comum. Em última análise, isso a torna ainda mais extraordinária".
Em 2014, o filme foi um dos vários discutidos por Keli Goff no The Daily Beast em um artigo sobre narrativas de salvadores brancos no cinema.

## Lista de faixas da trilha sonora
| N.º | Título | Compositor(es) | Produtor(es)                         | Duração |  |
| 1.  | "Music of My Heart" (Gloria Estefan e *NSYNC) | Diane Warren | David Foster                         | 4:32    |  |
| 2.  | "Baila" (Jennifer Lopez) | Emilio Estefan George Noriega Randall Barlow Jon Secada | E. Estefan Noriega Barlow            | 3:54    |  |
| 3.  | "Turn the Page" (Aaliyah) | Shelly Peiken Guy Roche | Roche                                | 4:16    |  |
| 4.  | "Groove with Me Tonight (Pablo Flores English Radio Version)" (MDO) | Abel Talamántez Tomás Torres Alexis Grullón | Alejandro Jaén                       | 4:37    |  |
| 5.  | "Seventeen" (Tre O) | Gregory Crapps Roger Troutman Phil Temple Dinealee DeJesus Rex Rideout | Temple Rideout                       | 3:48    |  |
| 6.  | "One Night with You" (C Note) | Warren | Khris Kellow                         | 5:04    |  |
| 7.  | "Do Something (Organized Noize Mix)" (Macy Gray) | Gray CeeLo Green Dion Derek Murdock Jeremy Ruzumna Darryl Swann André Benjamin AntwanPatton Cameron Gipp Rico Wade Sleepy Brown Ray Murray Howard Scott Lee Oskar Charles Miller Lonnie Jordan Morris Dickerson Harold Brown Sylvester Allen | Organized Noize Andrew Slater        | 3:53    |  |
| 8.  | "Revancha de Amor" (Gizelle D'Cole) | Fabian Schoffer | Ric Wake César Lemos                 | 4:06    |  |
| 9.  | "Nothing Else" (Julio Iglesias Jr.) | Iglesias Jr. | Rodolfo Castillo                     | 4:23    |  |
| 10. | "Love Will Find You" (Jaci Velasquez) | Talamántez Didier Hernández Torres Phil Galdston D. Peter Hernandez | Rudy Pérez Mark Heimermann Phil Nash | 4:34    |  |
| 11. | "Music of My Heart (Lawrence Dermer Remix)" (Gloria Estefan e *NSYNC) | Warren | Foster Lawrence Dermer               | 4:23    |  |
| 12. | "Concerto in D Minor for Two Violins" (Itzhak Perlman, Arnold Steinhardt, Isaac Stern, Mark O'Connor, Michael Tree, Charles Veal Jr., Karen Briggs, Sandra Park, Diane Monroe e Joshua Bell) | Johann Sebastian Bach | Mason Daring                         | 3:65    |  |